# Macário José da Rocha
Macário José da Rocha (1 de abril de 1816 – 26 de fevereiro de 1866) foi um pintor brasileiro. 

## Biografia
Nasceu na Bahia em 1 de abril de 1816. De acordo com Manoel Raymundo Querino, em seu livro "Artistas Bahianos (Indicações Biographicas)", segunda edição, de 1911:

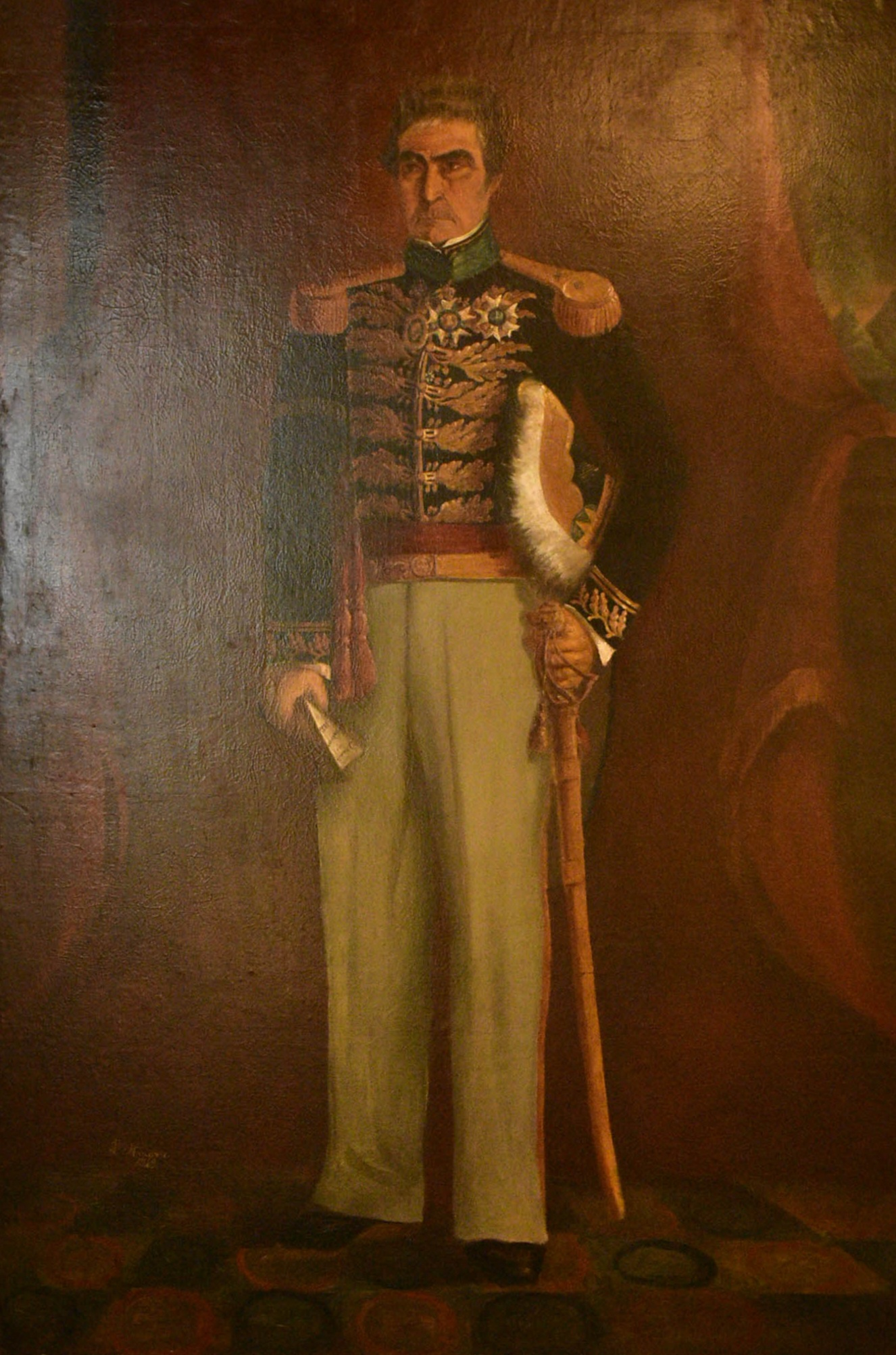
Uma de suas obras, o retrato do general Labatut, de 1848, que está atualmente exposto no Memorial da Câmara Municipal de Salvador.

Era versado no estudo de línguas, lecionou em colégios, retratista prático de grande aceleração e presteza, circunstância que lhe obstou aprofundar, no estudo do desenho, o seu natural talento. Como paisagista, gênero em que não se dá a necessária correção à figura humana, mostrou espírito e muita vocação. Os seus exageros levaram-no a ditos desta ordem, quando produzia um bom trabalho de paisagem: "Apanhei a natureza em flagrante".
Faleceu em 26 de fevereiro de 1866.

## Obras
Conforme Manoel Querino, suas obras conhecidas até 1911 eram:
- Retrato de D. Pedro II;
- Retrato do general Labatut (atualmente localizada no Memorial da Câmara Municipal de Salvador);
- Retrato do comendador Antônio Pedroso;
- Retrato do general Muniz Tavares;
- Retrato de D. Romualdo, Arcebispo da Bahia, e de diversos cônegos da Catedral;
- Judite, suspendendo a cabeça de Holofernes;
- a Morte de Abel por Caim;
- Catão rasgando as entranhas;
- Nascimento de Vênus;
- Uma noite de luar;
- O Incêndio de um vapor francês;
- Um vulcão em erupção;
- Um castelo abandonado;
- Susana, Lia e Raquel;
- o Amor banhando-se com Cupido;
- Netuno, e enorme quantidade de paisagens do natural e cópia.